# Stensjön (Gärdserums socken, Småland)
Stensjön är en sjö i Västerviks kommun i Småland och ingår i Storåns huvudavrinningsområde. Sjön är 13,7 meter djup, har en yta på 0,14 kvadratkilometer och befinner sig 133 meter över havet. Sjön avvattnas av vattendraget Storå. Vid provfiske har abborre, gädda och mört fångats i sjön.

## Delavrinningsområde
Stensjön ingår i det delavrinningsområde (644457-151395) som SMHI kallar för Utloppet av Stora Bjän. Medelhöjden är 131 meter över havet och ytan är 26,34 kvadratkilometer. Det finns inga avrinningsområden uppströms utan avrinningsområdet är högsta punkten. Storå som avvattnar avrinningsområdet har biflödesordning 2, vilket innebär att vattnet flödar genom totalt 2 vattendrag innan det når havet efter 53 kilometer. Avrinningsområdet består mestadels av skog (72 %). Avrinningsområdet har 2,99 kvadratkilometer vattenytor vilket ger det en sjöprocent på 11,3 %.